# Veronica Jones-Perry
Veronica Jones-Perry West Jordan, 20 de janeiro de 1997) é uma voleibolista indoor estadunidense, atuante na posição ponteira, com marca de alcance de 311 cm no ataque e 289 cm no bloqueio.

## Carreira

### Início
Na infância se interessou e fez parte de uma equipe de ginástica, após dedicar-se a modalidade, foi forçada a interromper a prática aos 11 anos de idade, após sua mãe, Debra, ser demitida do emprego, e sua irmã caçula, Sami, relatou a recordação melancólica do dia que ela teve que arrumar sua malha e seus troféus. Adiante, seguiu suas os passos das irmãs no softball, quando foi treinada pelo pai, Robert, tendo bom desempenho.
E quando uma colega de trabalho de sua mãe mencionou que ginastas são boas jogadoras de vôlei, motivando-a a experimentar a modalidade. O contato com o voleibol a fez e entusiasmar após cada dia de prática e logo representou o time da Copper Hills High School e do clube em 2011, logo muitas faculdades menores manifestaram interesse, e um treinador opinou que ela teria condições de atingir o nível da Divisão I e sugeriu optasse pelas instituições citadas, então, ela dedicou-se trabalhar a parte física, resultando com aumento no alcance na impulsão vertical.
Todo o esforço  empregado para evolução como atleta resultou para ela o interesse por parte da BYU e  também da Universidade de Utah, mas, a princípio ela não aspirava a BYU, sendo orientada pelos pais a optar por esta, logo se identificou durante a visita ao campus. Atuando pelo BYU Courgars em sua primeira temporada em 2015-16, registrou 171 pontos de ataque dos 189 pontos totais, ao concluir sua temporada na categoria júnior marcou 569 pontos no ataque, no geral 655 pontos, quando competiu no campeonato da NCAA, causando espanto do seu próprio marido Todd, com quem casou em 2016 e  namoravam desde ensino médio.
Foi tetracampeã da Conferência da Costa Oeste de 2015 a 2019.

### Banca Valsabbina Millenium Brescia
Na temporada de 2019-20, foi contratada pelo Banca Valsabbina Millenium Brescia

### E.Leclerc Moya Radomki Radom
Em 2020, atuou no vôlei polonês E.Leclerc Moya Radomki Radom reforçando o elenco., mesmo disputando apenas nove partidas pelo time, marcou 155 pontos nelas, com média de ataque de 45% de eficiência.

### Grot Budowlani Łódź
Na temporada de 2020-21,  representou o Grot Budowlani Łódź, conquistou o título da Supercopa Polonesa de 2020, sendo premiada como melhor jogadora (MVP)., terminou em terceiro na PreZero Grand Prix PLS,  liderou o time e recebeu nove troféus de melhor jogadora da partida. Em vinte e cinco partidas pelo campeonato, marcou um total de 518 pontos, sendo 463 no ataque, 33 no bloqueio e 22 no saque, presente no ranking das maiores pontuadoras e atacantes, terminou na quarta posição na Liga A Polonesa e, entre os melhores sacadores, ficou em sexto.

### ŁKS Commercecon Łódź
No período de 2021-22, transferiu-se para o ŁKS Commercecon Łódź, disputou a Copa CEV, conquistou o terceiro lugar  na Liga A Polonesa, disputou pelo clube29 partidas, marcando 437 pontos, incluindo 36 no saque e 32 em bloqueios figurou na quarta posição no ranking dos melhores atacantes e pontuadoras, no  fundamento de saque ficou em segundo lugar com 36 aces.

### Sesc RJ/Flamengo
Em sua primeira temporada no Brasil, defendeu as cores do Sesc RJ/Flamengo na temporada 2022-23, sendo campeã do Campeonato Carioca de 2022e na Superliga Brasileira A 2022-23,  foi a segunda maior pontuadora com 485 pontos, a melhor sacadora com 39 aces, sendo semifinalista da edição e ao final entrou para a seleção do campeonato como a melhor ponteira.

### Cangrejeras de Santurce
Após a temporada no Brasil, disputou a Liga Porto-riquenha pelo Cangrejeras de Santurce em 2023, conquistando o vice-campeonato.

### Sesc RJ/Flamengo
Renovou com o Sesc RJ/Flamengo para as competições de 2023-24, sendo bicampeã carioca em 2023, ajudou o time a liderar e terminar na terceira posição a Superliga Brasileira A 2023-24, sendo semifinalista da Copa Brasil 2024, até as semifinais da Superliga marcou 414 pontos e estava na segunda posição entre as sacadoras com 30 aces. O clube anunciou sua saída após o fim da Superliga, e ela vai disputar a primeira edição da Liga Americana, pelo LOVB Awaiting Final Club

### Seleção Nacional
A primeira convocação ocorreu em 2019, na edição da Copa Pan-Americana, sagrando-se campeã.  Na Copa Pan-Americana de 2021, foi premiada como melhor ponteira e terminou conquistando amedalha de bronze. Em 2022, conquistou novamente o bronze na Copa Pan-Americana de 2022.
Em 2019, ganhou a medalha de ouro na Copa dos Campeões NORCECA, futuramente renomeada Copa Pan-Americana Final Six. Conquistou a medalha de prata com a equipe no torneio Final Six da Copa Pan-Americana de 2022.

## Títulos e resultados
- Copa dos Campeões NORCECA de 2019
- Copa Pan-Americana Final Six 2022
- Superliga Brasileira 2023–24 - Série A
- Liga A Polonesa de 2021-22
- Supercopa Polonesa de 2020
- Liga A Porto-riquenha de 2023
- Campeonato Universitário da NCAA de 2019
- Campeonato Carioca 2023
- Campeonato Carioca 2022

### Prêmios individuais
- Melhor Ponteira da Copa Pan-Americana de 2021
- MVP da Supercopa Polonesa de 2020
- Melhor Ponteira da Superliga Brasileira 2022–23 - Série A
- 2a Melhor Ponteira da Superliga Brasileira 2023–24 - Série A